# Busan Port
Busan Port (engelska: Busan Ferry Port, Busan Harbour) är en hamn i Sydkorea.   Den ligger i provinsen Busan, i den sydöstra delen av landet, 300 km sydost om huvudstaden Seoul. Busan Port ligger 1 meter över havet.  Närmaste större samhälle är Busan, 9,7 km sydväst om Busan Port. Runt Busan Port är det i huvudsak tätbebyggt.